# Couratari calycina
Couratari calycina là một loài thực vật linhin thuộc họ Lecythidaceae.
Loài này chỉ có ở Guyana.